# Metralletas Lecheras
Metralletas Lecheras är ett galicisk punkrockband från O Milladoiro, Ames som grundades 2007.

## Diskografi

### Album
- 2011 – Melodías para romanos (Bowery Recods)

### EP
- 2012 – Et les Filles de la Réalité (självredigerad)
- 2015 – Metralletas Lecheras (Pantera e Iribarne Producións)